# Salón de las piedras talladas
El Salón de las piedras talladas (en hebreo: לִשְׁכַּת הגָּזִית‎, romanizado: liškaṯ haggāziṯ), también conocido como la Cámara de piedra tallada, era el lugar de reunión o cámara del consejo del Sanedrín durante el período del Segundo Templo (siglo VI a. C.- siglo I). El Talmud deduce que se construyó en el muro norte del Templo de Jerusalén, mitad dentro del santuario y mitad fuera, con puertas que daban acceso tanto al templo como al exterior. Se dice que la cámara se parecía a una basílica en apariencia, con dos entradas: una al este y otra al oeste. El nombre probablemente surge para distinguirlo de los edificios del complejo del templo utilizados para fines rituales, que debían construirse con piedras sin labrar. La Torá prohíbe el uso de piedras labradas o tocadas por el hierro para el altar según Libro del Éxodo 20:22, Deut 27:6. Se han dado varias razones para la prohibición, entre ellas: el propósito del Templo es la paz, mientras que los implementos de hierro se usan en la guerra; el Templo alarga la vida humana mientras que el hierro la acorta; tallar piedras es una invitación a tallar imágenes en ellas, violando la prohibición contra la idolatría; y la espada hace referencia al poder terrenal de Esaú, no al poder espiritual de Jacob/Israel
Según el Talmud, la Sala de las Piedras Talladas es el lugar de reunión tradicional del Gran Sanedrín cuando funcionaba como tribunal con plenos poderes soberanos, incluido el poder de imponer sanciones penales.

Se ha enseñado; R. José dijo; Originalmente no había muchas disputas en Israel, pero un Beth din de setenta y un miembros se sentaba en el Salón de las Piedras Talladas, y dos tribunales de veintitrés se sentaban, uno a la entrada del Monte del Templo y otro a la puerta de la Corte [del Templo], y otros tribunales de veintitrés se sentaban en todas las ciudades judías. Si surgía un asunto de investigación, se consultaba al Beth din local. Si tenían una tradición [al respecto] la declaraban; si no, acudían al Beth din más cercano. Si tenían una tradición al respecto, la declaraban; si no, iban al Beth din situado a la entrada del Monte del Templo; si tenían una tradición, la declaraban; si no, iban al situado a la entrada del Tribunal, y él [que difería de sus colegas] declaraba: «Así he expuesto, y así han expuesto mis colegas; así he enseñado, y así han enseñado ellos». Si tenían una tradición al respecto, la exponían, y si no, todos se dirigían al Salón de las Piedras Talladas, donde ellos [es decir, el Gran Sanedrín] se sentaban desde el tamid de la mañana hasta el tamid de la tarde; los sábados y las fiestas se sentaban dentro del salón.

El Sanedrín dejó de reunirse en el «Salón de las piedras talladas» cuando el Imperio Romano restringió la autonomía de Judea y eliminó el poder del Sanedrín para imponer sanciones penales.